# Spilosmylus xaverii
Spilosmylus xaverii là một loài côn trùng trong họ Osmylidae thuộc bộ Neuroptera. Loài này được Navás miêu tả năm 1928.